# Pablo Pernicharo

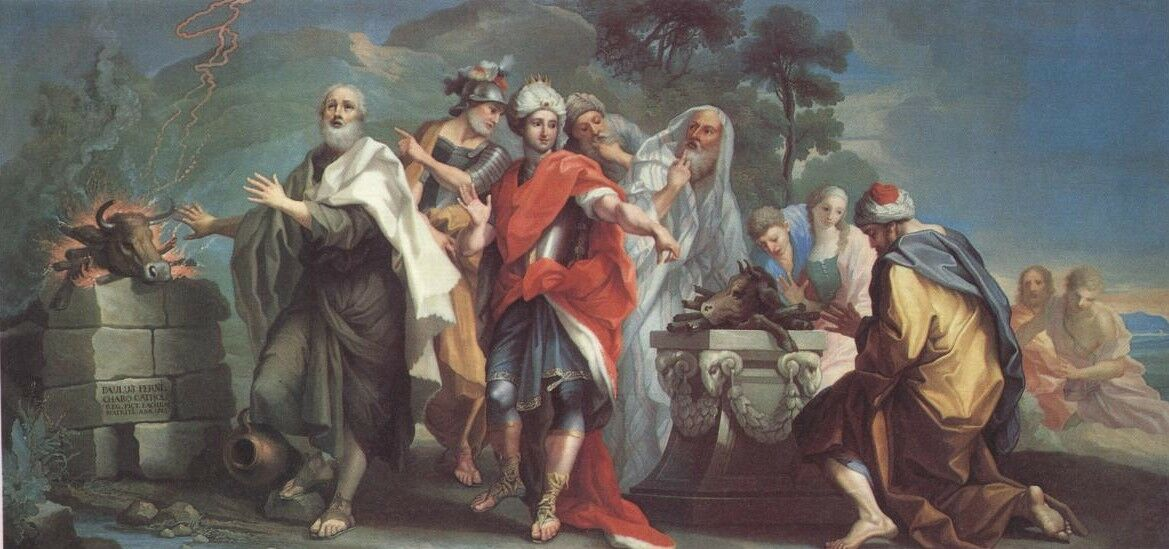
Sacrificio de Elías, 1743, óleo sobre lienzo, 143 x 293 cm, Madrid, Parroquia de San José, capilla de Santa Teresa.

Pablo Pernicharo (?-1760) fue un pintor español del siglo XVIII, natural de Zaragoza. 
Marchó a Madrid, donde fue discípulo de Michel-Ange Houasse. Obtuvo de Felipe V una pensión para ir a estudiar a Roma donde ingresó en la Academia de San Lucas. Completó allí su formación copiando obras de Rafael de Urbino y estudiando el arte de la antigüedad. De regreso a Madrid fue nombrado pintor de cámara y, al constituirse oficialmente la Real Academia de Bellas Artes de San Fernando, en 1752, teniente director de pintura, pasando un año después al cargo de director, empleo que desempeñó hasta su muerte, ocurrida en Madrid en 1760. 
Ceán Bermúdez, de quien proceden los anteriores datos biográficos, destacó entre sus obras La muerte de Abel, cuadro pintado para la sala de juntas de la Academia y conservado en ella, fechado en 1754, y San Elías y san Eliseo a la entrada de la capilla de Santa Teresa en el convento de carmelitas de San Hermenegildo, actual parroquia de San José de Madrid, donde se conserva, si bien Ceán, por error, lo localizaba en el convento de Santa Teresa, equivocando también el asunto, que es el Sacrificio de Elías y los profetas de Baal, lienzo firmado con precisión «Paulus Pernicharo. Catho Reg. Pic. Faciebat Matriti Ann. 1743». El motivo de San Elías y san Eliseo, situado frente a este, corresponde por el contrario a Juan Bautista Peña, con quien Pernicharo compartió también la pintura de algunos santos de medio cuerpo para las capillas de la iglesia del Colegio Imperial, actual Colegiata de San Isidro de Madrid. Se han perdido el resto de las obras citadas por Ceán, quien valoraba en su pintura la corrección del dibujo a la vez que acusaba cierta pesadez, con la que perdía gracia en las figuras y brillantez en el color.
Entre sus discípulos en Madrid, antes del establecimiento de la Academia, se menciona al extremeño Juan Eusebio Estrada.